# Aéroport international Obiang Nguema
L'aéroport international Obiang Nguema (code IATA : GEM • code OACI : FGMY), est un aéroport situé à Mengomeyén, en Guinée équatoriale.

## Situation
| Annobón Bata Corisco Malabo Obiang Nguema |

## Compagnie aérienne et destinations
| Compagnies             | Destinations |
| ---------------------- | ------------ |
| CEIBA Intercontinental | Bata, Malabo |

Edité le 22/10/2023